# Moçambiques ambassad i Stockholm
Moçambiques ambassad i Stockholm är Moçambiques diplomatiska representation i Sverige. Ambassadör sedan 2018 är Florencio Joel Alberto Sele. Ambassaden är belägen på Tingsvägen 19 i Sollentuna kommun, och var tidigare belägen på Sturegatan 46.

## Beskickningschefer
| Namn                        | Period    | Funktion   |
| --------------------------- | --------- | ---------- |
| Frances Rodrigues           | 2012–2018 | Ambassadör |
| Florencio Joel Alberto Sele | 2018–     | Ambassadör |